# Sarki sirály
A sarki sirály (Larus glaucoides) a madarak (Aves) osztályába a lilealakúak (Charadriiformes) rendjébe, ezen belül a sirályfélék (Laridae) családjába tartozó faj.

## Előfordulása
Kanada, Izland és  Grönland területein  fészkel. Telelni Észak-Amerika és Európa tengerparti részeire vonul.

## Alfajai
- Larus glaucoides glaucoides
- Larus glaucoides kumlieni

## Megjelenése
Testhossza 52–60 centiméter, szárnyfesztávolsága 140–150 centiméter, testtömege pedig 460–1000 gramm.
|  |

## Életmódja
A vízre szállva, vagy a levegőben repülve szerzi elsősorban állati eredetű táplálékát.

## Szaporodása

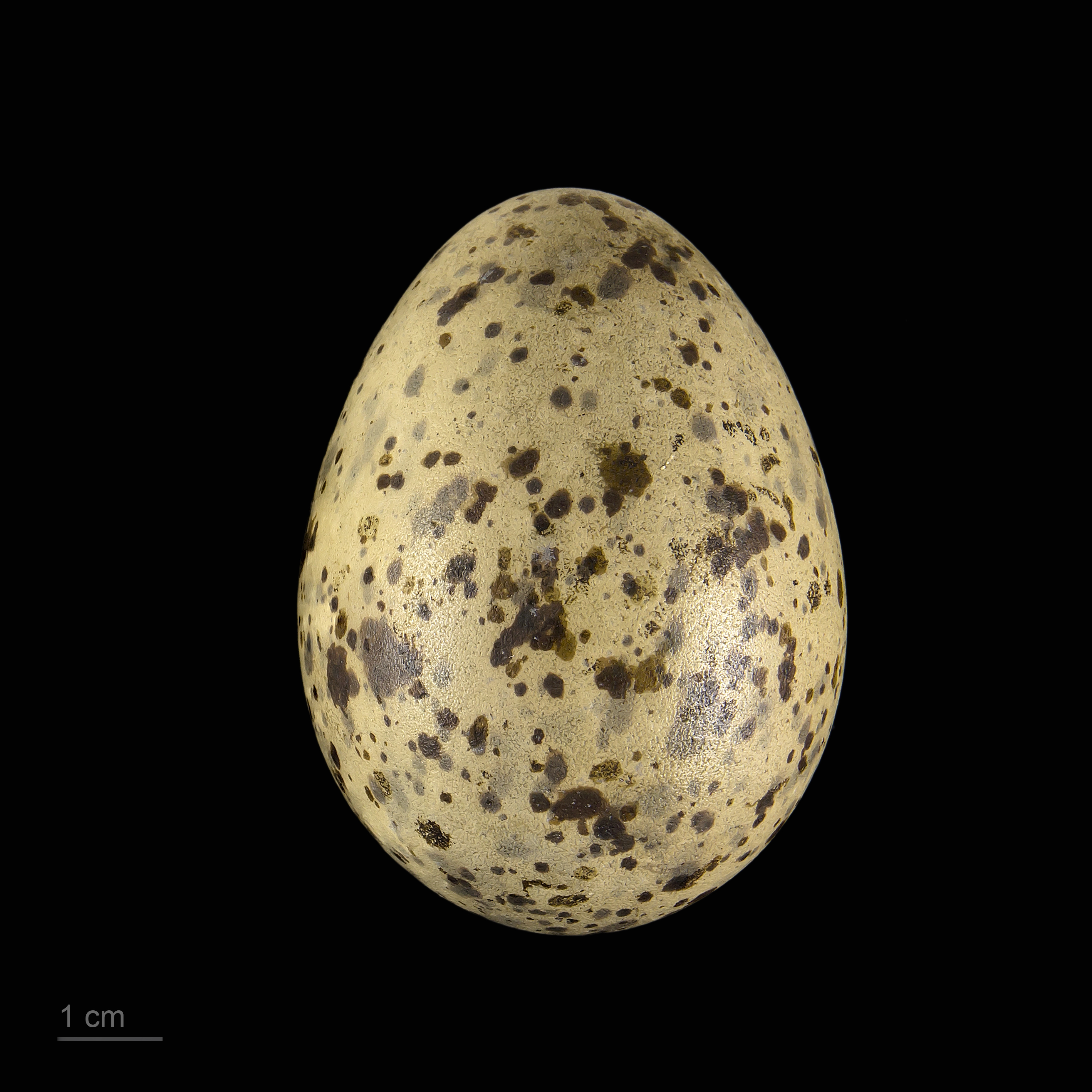
Larus glaucoides

Talajra, sziklák közé rakja fészkét, szívesen társul a csüllőkkel, de messze elkerüli a jeges sirályokat. Fészekalja 2-3 tojásból áll. A tojásokon mindkét szülő kotlik 28-30 napig. A fiatal madarak 45-50 napos korukban repülnek ki.

## Kárpát-medencei előfordulása
Magyarországon rendkívül ritka kóborló. Eddig mindössze kétszer fordult elő bizonyítottan Magyarország határain belül: 2009 január 28-án Dunavecsén, a Dunánál észlelték egy immatur példányát, majd 2013 januárjában egy kifejlett, nyári ruhás madár került elő Szegeden. Néhány napnyi tartózkodás után eltűnt, majd február közepén a Fejér megyei Pátkán bukkant fel. 1934-es balatoni adatát törölték a magyarországi madárfajok listájáról, mivel pontos leírás nem maradt fenn az akkori példányról.